# Marian Stanisław Abramowicz

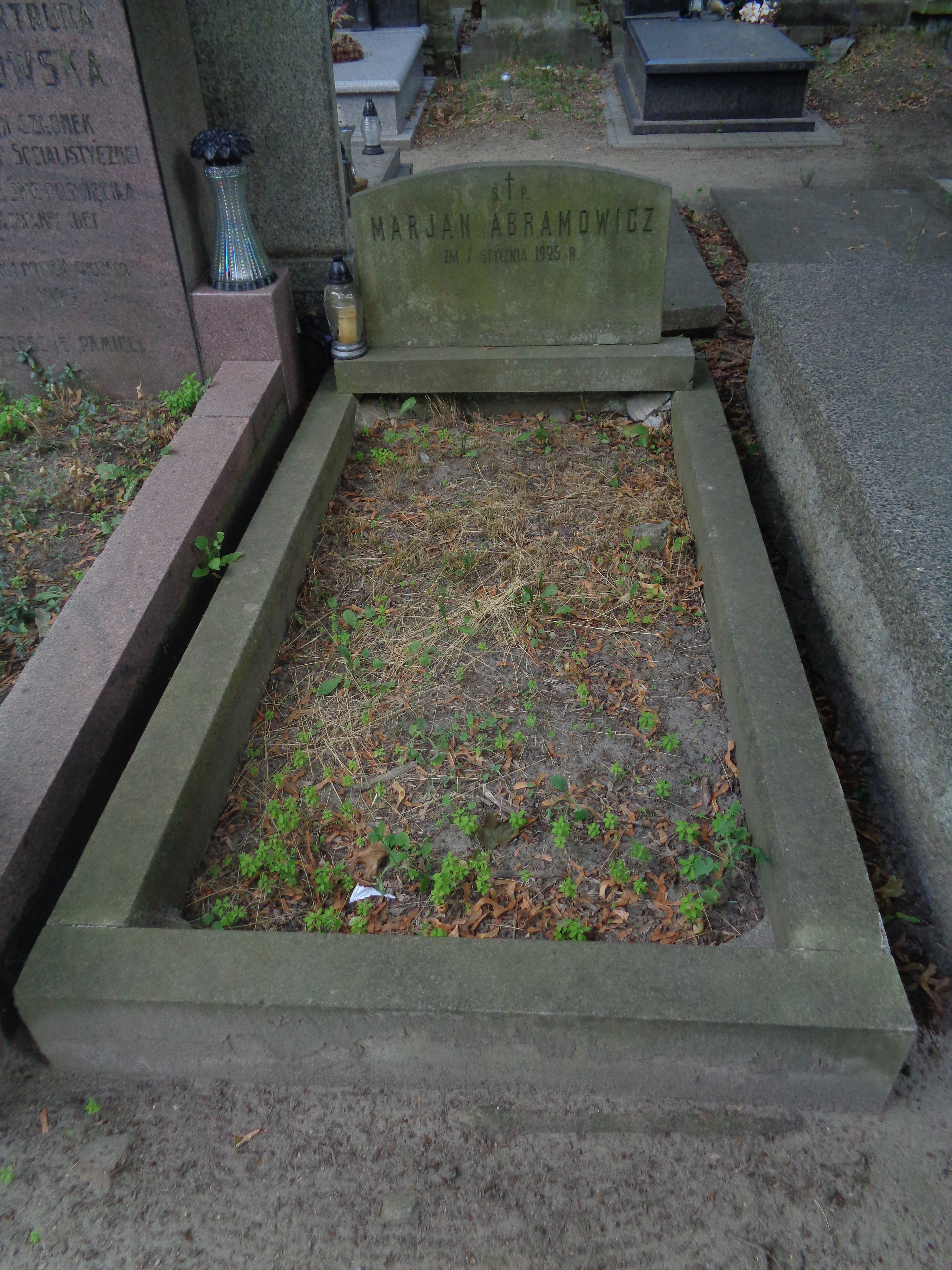
Grób Mariana Stanisława Abramowicza

Marian Stanisław Abramowicz (ur. 25 marca 1871 w Twerze, zm. 7 stycznia 1925 w Warszawie) – polski zesłaniec, działacz socjalistyczny, bibliotekarz, archiwista.

## Życiorys
Od 1888 studiował na Wydziale Matematyczno-Fizycznym Uniwersytetu Moskiewskiego, a w następnej dekadzie filozofię w Niemczech. Związany z polskim ruchem socjalistycznym, zaangażowany był w drukowanie i przemyt prasy socjalistycznej. Schwytany w 1892 przez policję w Warszawie w czasie rozklejania odezw, po dwuletnim areszcie otrzymał wyrok trzyletniego więzienia oraz 6 lat zesłania na Syberię, do Wierchojańska, gdzie prowadził obserwacje meteorologiczne. W czasie rewolucji 1905 r. z ramienia PPS wyznaczony do utrzymywania kontaktów z socjalistycznymi partiami rosyjskimi. W II Rzeczypospolitej pracował jako bibliotekarz i archiwista, napisał parę haseł do Wielkiej Encyklopedii Ilustrowanej. Od 1 kwietnia 1918 pracował w Wydziale Archiwów Państwowych Ministerstwa Wyznań Religijnych i Oświecenia Publicznego. W okresie od 4 października 1918 do 25 stycznia 1919 został jako archiwista objazdowy oddelegowany przez ministerstwo (w porozumieniu z prezydium rządu polskiego i władzami niemieckimi) do Moskwy i Petersburga w celu uzyskania wiedzy o znajdujących się w Rosji polskich zabytków kultury. Wobec wybuchu wojny polsko-bolszewickiej pod koniec pobytu był zmuszony ukrywać się. Odegrał ważną rolę w organizacji Archiwum Akt Nowych. Pochowany na cmentarzu Powązkowskim w Warszawie (kwatera 101-6-20), w 1930 r. pośmiertnie otrzymał Krzyż Niepodległości.